# Епархия Дали

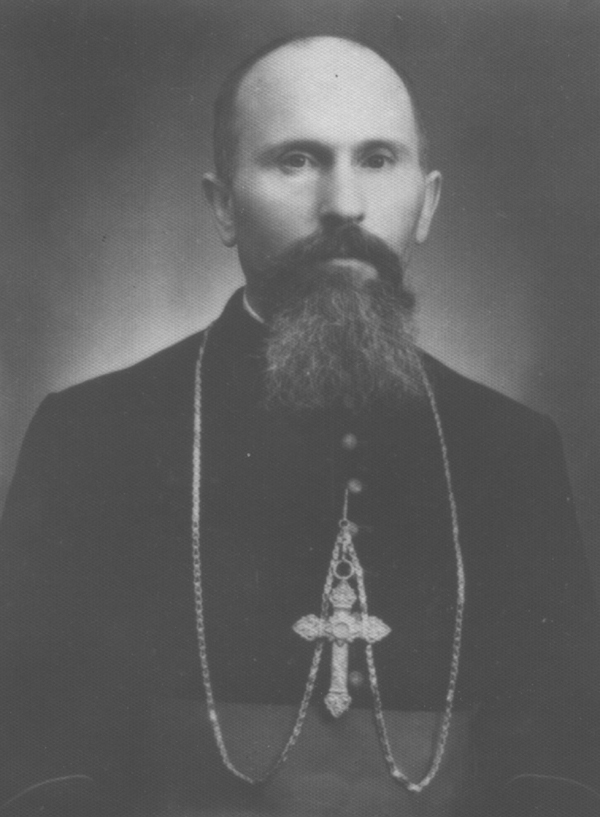
Первый епископ епархии Дали Люсьен Бернар Лакост

 Епархия Дали  (лат. Dioecesis Talianus) — епархия Римско-Католической церкви с центром в городе Дали, Китай. Епархия Дали входит в митрополию Куньмина. Кафедральным собором епархии Дали является церковь Святейшего Сердца Иисуса в городе Дали.

## История
22 ноября 1929 года Римский папа Пий XI выпустил бреве Munus apostolicum, которым учредил миссию Sui iuris Тали, выделив её из апостольского викариата Юньнаня (сегодня — Архиепархия Куньмина).
10 декабря 1934 года Римский папа Пий XI выпустил буллу Quae ad maius, которым преобразовал миссию Sui iuris в апостольскую префектуру Дали.
9 декабря 1948 года Римский папа Пий XII издал буллу Inceptum a Nobis, которой преобразовал апостольскую префектуру Дали в епархию. 
29 мая 1949 года в кафедральном соборе Куньмина был рукоположён первый епископ епархии Дали Люсьен Бернар Лакост. В 1952 году епископ Люсьен Бернар Лакост был арестован коммунистическими властями Китая, заключён в тюрьму на полгода и впоследствии выслан из страны.

## Ординарии епархии
- священник Pierre Erdozainey-Etchart (18.06.1930 — 12.05.1931);
- священник Jean-Baptiste Magenties (13.11.1931 — 9.12.1948);
- епископ Люсьен Бернар Лакост (9.12.1948 — 1952);
  - Sede vacante (с 1952 года — по настоящее время).

## Источник
- Annuario Pontificio, Libreria Editrice Vaticana, Città del Vaticano, 2003, ISBN 88-209-7422-3
- Бреве Munus apostolicum, AAS 22 (1930), стр. 268  (лат.)
- Булла Quae ad maius, AAS 27 (1935), стр. 395  (лат.)
- Булла Inceptum a Nobis, AAS 41 (1949), стр. 314  (лат.)